# Volvo LV101
Volvo LV101, eller Spetsnosen, är en lastbil, tillverkad av den svenska biltillverkaren Volvo mellan 1938 och 1950.

## Historik
1938 presenterade Volvo sin lätta lastbil "Spetsnosen" samtidigt med personvagnsmodellen PV800. De två modellerna delade motor, kylarmaskering och motorhuv. Den minsta modellen LV101 var mekaniskt nästan identisk med personvagnen, medan den större LV102 var av lastbilstyp.
1940 kompletterades programmet med den kraftiga LV110/111/112, med tre olika hjulbaser.
Efter andra världskriget uppdaterades modellserien till L201/202, med den något starkare ED-motorn.

## Motorer
| Modell    | Årsmodell | Motor                  | Cylindervolym | Effekt | Bränslesystem           |
| --------- | --------- | ---------------------- | ------------- | ------ | ----------------------- |
| LV101-112 | 1938-46   | EC: 6-cyl radmotor sv  | 3670 cm³      | 86 hk  | Enkel förgasare         |
| LV101-112 | 1940-45   | ECG: 6-cyl radmotor sv | 3670 cm³      | 50 hk  | Enkel förgasare, gengas |
| L201-202  | 1947-50   | ED: 6-cyl radmotor sv  | 3670 cm³      | 90 hk  | Enkel förgasare         |